# Yago Lamela
Santiago Lamela Tobío dit Yago Lamela, né le 24 juillet 1977 à Avilés et mort le 8 mai 2014 dans cette ville, est un athlète espagnol, spécialiste du saut en longueur.

## Biographie
Il se révèle sur la scène internationale en début de saison 1999 en se classant deuxième des championnats du monde en salle de Maebashi au Japon, derrière le Cubain Iván Pedroso. Il établit à cette occasion un nouveau record d'Europe en salle avec 8,56 m. Il s'adjuge ensuite la médaille d'or des championnats d'Europe espoirs, à Göteborg, avec un saut à 8,36 m, et devient vice-champion du monde en plein air, derrière Iván Pedroso, au cours des championnats du monde de Séville en Espagne, avec la marque de 8,40 m. Cette même année, il établit la meilleure performance de sa carrière au saut en longueur en atteignant la marque de 8,56 m (+ 1,3 m/s) au cours du meeting de Turin, signant à cette occasion un nouveau record d'Espagne. 
En 2002, aux championnats d'Europe en salle de Vienne en Autriche, Yago Lamela se classe deuxième du concours de la longueur derrière son compatriote Raúl Fernández. En août, il monte sur la troisième marche du podium des championnats d'Europe en plein air, à Munich en Allemagne, derrière l'Ukrainien Oleksiy Lukashevych et le Croate Siniša Ergotić. En fin de saison 2002, il se classe troisième de la Coupe du monde des nations, à Madrid.
Lors des championnats du monde en salle 2003, à Birmingham, Yago Lamela obtient une nouvelle médaille d'argent après celle de 1999 en se classant deuxième de la finale avec un saut à 8,28 m, soit un centimètre de moins que l'Américain Dwight Phillips, médaillé d'or. En août 2003, à Paris, il décroche la médaille de bronze des championnats du monde en plein air avec la marque de 8,22 m, devancé par Dwight Phillips et le Jamaïcain James Beckford.
Il se classe onzième des Jeux olympiques de 2004, à Athènes.
Sur le plan national, Yego Lamela remporte quatre titres de champion d'Espagne en plein air (en 1998, 1999, 2000 et 2003) ainsi que trois autres titres en salle (en 1999, 2003 et 2004).
Blessé au tendon d'Achille en 2004, il ne parvient à pas retrouver son meilleur niveau et met un terme à sa carrière en 2009.
Le 8 mai 2014, il est retrouvé mort à son domicile d'Avilés, victime d'un infarctus.

## Palmarès

### International
| Date | Compétition                    | Lieu        | Résultat | Épreuve          | Performance  |
| ---- | ------------------------------ | ----------- | -------- | ---------------- | ------------ |
| 1995 | Championnats d'Europe juniors  | Nyíregyháza | 12e      | Triple saut      | 14,79 m      |
| 1996 | Championnats du monde juniors  | Sydney      | 4e       | Saut en longueur | 7,73 m       |
| 1998 | Championnats ibéro-américains  | Lisbonne    | 1er      | Saut en longueur | 8,12 m       |
| 1998 | Championnats d'Europe          | Budapest    | 8e       | Saut en longueur | 7,93 m       |
| 1999 | Championnats du monde en salle | Maebashi    | 2e       | Saut en longueur | 8,56 m (iAR) |
| 1999 | Championnats d'Europe espoirs  | Göteborg    | 1re      | Saut en longueur | 8,36 m       |
| 1999 | Championnats du monde          | Séville     | 2e       | Saut en longueur | 8,40 m       |
| 2002 | Championnats d'Europe en salle | Vienne      | 2e       | Saut en longueur | 8,17 m       |
| 2002 | Championnats d'Europe          | Munich      | 3e       | Saut en longueur | 7,99 m       |
| 2002 | Coupe du monde des nations     | Madrid      | 3e       | Saut en longueur | 8,11 m       |
| 2003 | Championnats du monde en salle | Birmingham  | 2e       | Saut en longueur | 8,28 m       |
| 2003 | Championnats du monde          | Paris       | 3e       | Saut en longueur | 8,22 m       |
| 2004 | Jeux olympiques                | Athènes     | 11e      | Saut en longueur | 7,98 m       |

### National
- Championnats d'Espagne d'athlétisme :
  - En plein air : victoire en 1998, 1999, 2000 et 2003
  - En salle : victoire en 1999, 2003 et 2004

## Records
| Épreuve          | Épreuve   | Performance | Lieu         | Date            |
| ---------------- | --------- | ----------- | ------------ | --------------- |
| Saut en longueur | Plein air | 8,56 m      | Turin        | 24 juin 1999    |
| Saut en longueur | Salle     | 8,56 m      | Maebashi     | 7 mars 1999     |
| Triple saut      | Plein air | 16,72 m     | Castellón    | 26 juillet 1998 |
| Triple saut      | Salle     | 16,20 m     | Indianapolis | 8 mars 1997     |